# 三遊亭一圓遊
三遊亭 一圓遊（さんゆうてい いちえんゆう、1861年6月21日 - 大正末）は、落語家。本名は滝 梅三郎。

## 経歴
初めは「常磐津大隈太夫」と名乗っている。明治20年代末に初代三遊亭圓遊門下で遊楽を名乗った後、1900年4月に一圓遊と改名。一時期圓遊や席亭と不和になり一門を脱退し三代目春風亭柳朝の一門に身を寄せ春風亭小柳朝を名乗っていた時期もあるという。後に圓遊門下に戻り一圓遊に復名。
1902年6月に拠点を大阪へ移して「三友派」に属し法善寺紅梅亭に出演をきっかけに大阪で活動を続ける。1909年3月から初代橘家蔵之助と満州へ巡業に出た。1911年2月に、初代圓遊の遺族の若柳流2代目家元若柳吉蔵（元三遊亭清遊）の許しを得たと称して「二代目三遊亭圓遊」を神戸で名乗り、東京へ「新派三遊組合頭取」と称して同年10月に東京で襲名披露を行なう。これを見て慌てた二代目三遊亭小圓遊が、1912年4月に二代目圓遊を襲名。元一圓遊の「大阪圓遊」と、元二代目小圓遊の「東京圓遊（江戸圓遊）」の2人の圓遊が出現する事態が生じた。四代目橘家圓喬の仲介によって、「大阪圓遊」は東京・京都・大阪の三府では圓遊を名乗らないと誓約して一圓遊の名に戻り、大阪に帰った。また一時三笑亭可楽襲名を目論んだ時期もあったがこちらも六代目三笑亭可楽から苦情が来て名乗れなかった。
しかし1912年の9月に「浪花大正派」が結成された際に再び「二代目三遊亭圓遊」を名乗った。東京ではこの改名は認められなかったものの、以後上方では終生圓遊で通した。1921年10月の吉本の連名に見えるを最後に消息不明。そのころ没したと思われる。
常磐津出身だけあって音曲に秀で常磐津林中の再来とまで言われた。

## 芸歴
- 「常磐津大隈太夫」を名乗る。
- 明治20年代末 - 初代三遊亭圓遊門下で「遊楽」を名乗る。
- 1900年4月 - 「一圓遊」と改名。
- 三代目春風亭柳朝の一門で「小柳朝」を名乗る。
- 後に圓遊門下に戻り、「一圓遊」に復名。
- 1902年6月 - 拠点を大阪へ移し「三友派」に属す。
- 1911年
  - 2月 - 神戸で「二代目三遊亭圓遊」名乗る。
  - 10月 - 「新派三遊組合頭取」と称して東京で襲名披露を行なう。
- 1912年
  - 4月 - 名前を「一圓遊」に戻し、大阪に帰る。
  - 9月に「浪花大正派」が結成された際に再び「二代目三遊亭圓遊」を名乗る。以後上方では終生圓遊で通した。

## 名跡
初代圓遊門下の三遊亭一圓遊が左圓遊が2代目圓遊を襲名する前に、大阪において遺族の了承を得たと言って2代目三遊亭圓遊を勝手に名乗っている。4代目橘家圓喬の仲介で一旦は名乗らないと誓約したが、晩年にまた何度か大阪で圓遊として高座に上がっている。